# Onthophagus megapacificus
Onthophagus megapacificus là một loài bọ cánh cứng trong họ Bọ hung (Scarabaeidae).